# Germain Boulay
Pour les articles homonymes, voir Boulay.
Germain Boulay est un ingénieur du son français.

## Filmographie
- 2003 : Les Triplettes de Belleville (montage son)
- 2004 : Immortel, ad vitam (montage son)
- 2007 : Le Renard et l'Enfant (supervision du montage son)
- 2007 : L'Ennemi intime (supervision du montage son)
- 2012 : Cloclo

## Distinctions

### Récompense
- 2013 : César du meilleur son pour Cloclo

### Nominations
- 2008 : Nomination au César du meilleur son pour L'Ennemi intime